# Los Patios
Los Patios é um município da Colômbia, localizado no departamento de Norte de Santander.